# Your Story
Albums de Brown Eyed Girls
Tteonara Ms. Kim
(2007)
Your Story est le premier album de Brown Eyed Girls, sorti sous le label NegaNetwork le 2 mars 2006 en Corée, une nouvelle version contenant la chanson Hold the Line, sort le 29 août 2006.

## Liste des titres
| 1.  | Second (세컨드)                                                           | 4:17 |
| 2.  | Dagawaseo (다가와서)                                                      | 4:14 |
| 3.  | Far Away (Feat. MC Mong)                                                  | 3:59 |
| 4.  | Kkeun (끈)                                                                | 4:11 |
| 5.  | Every Body (feat. Big Tone)                                               | 3:53 |
| 6.  | Ijeogajanha (잊어가잖아)                                                  | 4:48 |
| 7.  | Oneureun Geudaewa Haneul Wiro (feat. Bobby Kim) (오늘은 그대와 하늘 위로) | 4:11 |
| 8.  | Neon Nugul Saranghani? (넌 누굴 사랑하니)                                 | 4:36 |
| 9.  | 1, 2, 3, 4                                                                | 3:22 |
| 10. | Honjatmar (혼잣말)                                                        | 3:27 |
| 11. | Nega Oneun Nar (네가 오는 날)                                             | 4:05 |
| 12. | Watch Out                                                                 | 3:39 |
| 13. | Mutji Motan Iyagi (묻지 못한 이야기)                                      | 3:54 |
| 14. | Ijeya Biroso Sarangeul Malhal Su Itda (이제야 비로소 사랑을 말할 수 있다) | 4:13 |
| 15. | Timing                                                                    | 4:04 |

| 1. | Hold The Line (feat. Jo PD)                                               | 4:03 |
| 2. | Oneureun Geudaewa Haneul Wiro (feat. Bobby Kim) (오늘은 그대와 하늘 위로) | 4:11 |
| 3. | Far Away (Feat. MC Mong)                                                  | 3:59 |
| 4. | Second (세컨드)                                                           | 4:17 |
| 5. | Second (Hip-Hop Remix Ver.) (세컨드)                                      | 4:03 |
| 6. | Second (Rock Remix Ver.) (세컨드)                                         | 4:19 |